# Ice Pilots NWT
Ice Pilots NWT ist eine kanadische Reality-TV-Serie. Die Serie begleitet die in Yellowknife beheimatete, real existierende Fluggesellschaft Buffalo Airways und deren Mitarbeiter, die mit museumsreifen Propeller-Flugzeugen aus der Zeit des Zweiten Weltkrieges Personen- und Frachtfliegerei am Polarkreis betreiben, in ihrem Pilotenalltag.

## Figuren
- Joe McBryan als Airline-Seniorchef als „Buffalo“ Joe McBryan
- Mikey McBryan als Juniorchef
- Rod McBryan als Leiter der Wartungsabteilung
- Arnie Schreder als Former Chief Pilot (verstorben am 5. Mai 2012[1])
- Kathy McBryan als Managerin von Hay River
- Justin Simle als Chef Pilot
- Scott Blue als Copilot
- Devan Brooks als Pilot
- AJ Decoste als Chef Pilot
- Brian Harrison als Pilot
- Chris Staples als Rampie
- Jeremy Dow als Rampie
- Will Dyer als Rampie
- Graeme Ferguson als Copilot
- David Alexandre als Copilot
- Cory Dodd als Mechaniker
- Chuck Adams als Mechaniker
- James Dwojak als Mechaniker
- Adam Smith als Mechaniker
- Kelly Jurasevich als Frachtmanagerin (verstorben am 10. Januar 2017[2])

## Flugzeugtypen

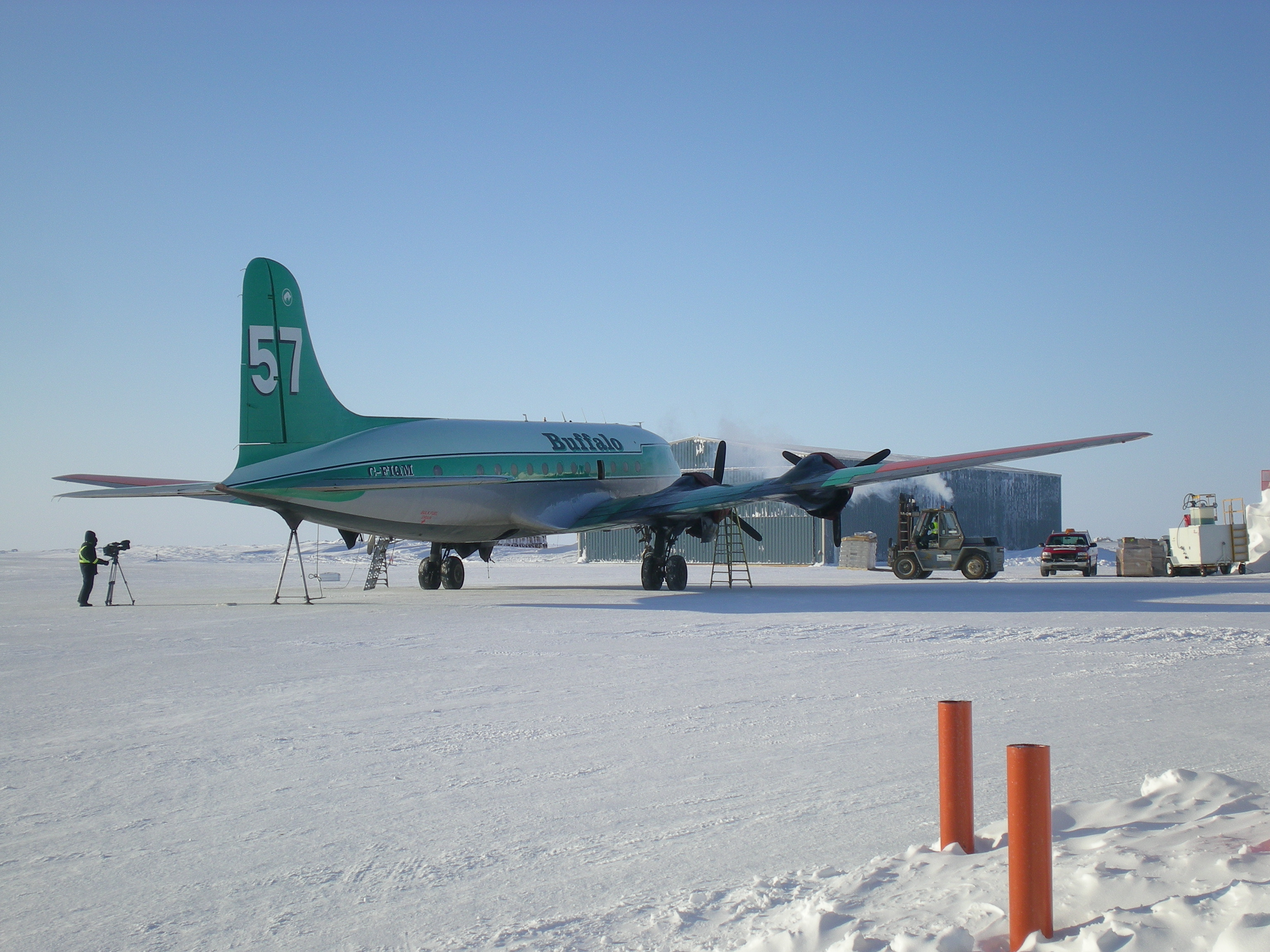
Die DC-4 C-FIQM bei den Dreharbeiten

Folgende bekannte historische Flugzeugtypen werden in der Dokumentation gezeigt:
- Douglas DC-3
- Douglas DC-4
- Curtiss C-46
- Lockheed L-188 Electra
- Canadair CL-215
- Consolidated Vultee PBY-5A Canso
- Douglas DC-6

## Auszeichnungen
Die Serie erzielte 2010 bei der Gemini-Award-Verleihung einen Preis (Best Sound in an Information/Documentary Program or Series) und 2011 zwei Preise (Best Original Music for a Lifestyle/Practical Information or Reality Program or Series und Best Photography in an Information Program or Series).